# ۱۴۲۰ (میلادی)
۱۴۲۰ (میلادی) هزارو چهارصد و بیستمین سال تقویم میلادی است.

## درگذشتگان
‎